# 심종
심종(沈悰, 아명(兒名)은 沈淙, ? ~ 1418년 3월 15일)은 조선 태조 이성계의 부마도위(駙馬都尉)이다. 1398년 조선 정사공신에 책록되었다가 1416년 회안군(懷安君) 이방간(李芳幹)과 내통한 죄로 추탈되었으며, 본관은 청송(靑松), 작위는 청원군(淸原君), 조선개국공신 청성백(靑城伯) 심덕부(沈德符)의 아들이고, 조선 세종의 국구 청천부원군(靑川府院君) 안효공 심온(沈溫)의 아우이며, 조선 태조의 차녀(次女) 경선공주의 남편이다.

## 생애
1390년 음서로써 고려 하급 관직에 천거된 그는 1391년 고려 하급 관직을 사퇴하였으며 1392년 고려가 멸국된 후 조선 창건이 되고 나서 1393년(태조 2년) 태조 이성계의 차녀 경선공주(慶善公主)와 혼인하여 부마도위(駙馬都尉)가 되어 청원군(淸原君)에 봉해졌다. 1398년(태조 7년) 왕자를 공(公)으로, 종친을 후(侯)로, 정1품을 백(伯)으로 봉할 때, 부마(駙馬)로써 청원후(靑原侯)에 봉해졌다. 그 해에 제1차 왕자의 난이 일어나자, 정사 2등 공신에 책록되었다. 1401년(태종 1년) 다시 청원군(淸原君)에 봉해졌다. 1408년(태종 8년) 경상도 절도사에 임명되었다. 1416년(태종 16년) 회안군(懷安君) 이방간(李芳幹)과 내통한 죄로 교하(交河)에 안치(安置)되었다가 직첩(職牒)과 공신녹권(功臣錄券)이 거두어지고 폐서인(廢庶人)되어 토산현(兎山縣)에 자원안치(自願安置)되었다. 1418년(태종 18년) 토산현(兎山縣)에서 사망하였다.

## 가계
- 장인 : 조선 태조 이성계
- 장모 : 신의황후 한씨
- 아버지 : 심덕부 - 문하시중, 영삼사사, 문하부 좌정승, 청성백
- 어머니 : 인천 문씨 - 낭장 문필대의 딸
- 숙부 : 심원부 - 전리판서, 고려절신 5은(五隱)
  - 부인 : 경선공주 - 조선 태조 이성계의 차녀
    - 딸 : 청송 심씨
    - 사위 : 덕수 이씨 지돈녕부사 강평공 이명신

  - 형 : 심인봉 - 의흥삼군부 중군 도총제
  - 형 : 심의구
  - 형 : 심계년(심도생) - 지성주사
  - 형 : 심징 - 조선 세종의 부마 청성위 심안의의 증조부, 경창부윤
  - 형 : 심온 - 조선 세종의 국구, 영의정, 청천부원군
    - 조카 : 소헌왕후
    - 조카사위 : 조선 세종
    - 조카 : 심준
    - 조카 : 심회 - 영의정, 청송부원군
    - 조카 : 심결 - 영중추부사

  - 동생 : 심정 - 고려의 마지막왕 공양왕의 조카사위, 조선 성종의 후궁 숙용 심씨의 할아버지, 내금위장, 의흥삼군부 중군 동지총제

## 같이 보기
| - 조선 태조 - 심덕부 - 심원부 - 경선공주 - 신의왕후 - 정종 (조선) - 조선 태종 - 회안대군 - 무안대군 - 의안대군 - 경신공주 - 이제 - 경순공주 - 의령옹주 | - 숙신옹주 - 심온 - 심징 - 심정 - 양녕대군 - 효령대군 - 조선 세종 - 소헌왕후 - 성녕대군 - 심회 - 심결 - 심안의 - 심익현 - 심능건 - 부마도위 - 의빈부 |